# Meadview
Meadview ist eine kleine Gemeinde im Mohave County im US-Bundesstaat Arizona. Das U.S. Census Bureau hat bei der Volkszählung 2020 eine Einwohnerzahl von 1.420 ermittelt.
Die Gemeinde liegt am Ost-Ende des Lake Mead. In der Nähe befindet sich auch die Hualapai Indianer-Reservation.